# Kersnik
Kersnik je priimek v Sloveniji, ki ga je po podatkih Statističnega urada Republike Slovenije na dan 1. januarja 2010 uporabljalo 69 oseb.

## Znani nosilci priimka
- Aleš Kersnik (1943–2024), skladatelj zabavne glabe, tolkalist
- Ana Kersnik Žvab - Devayani, plesalka in učiteljica joge
- Anton Kersnik (1874–1959), graščak na Brdu pri Lukovici, politik
- Blaž Kersnik (1784–1861), duhovnik
- Janez Krstnik Kersnik (1783–1850), šolnik, profesor naravoslovja in tehniških predmetov (v slov. jeziku)
- Janko Kersnik (1852–1897), pisatelj, politik, notar
- Janko Kersnik (1881–1937), pravnik, notar in narodni gospodar (sin Janka Kersnika 1852-1897)
- Janko Kersnik (1960–2015), zdravnik, specialist družinske medicine, redni prof. MF (Mb in Lj)
- Jožef Kersnik (1823–1877), pravnik, sodnik
- Kaja Kersnik, odbojkarica na mivki
- Lavoslava Kersnik (Leopoldina Rott) (1849–1942), učiteljica, pisateljica
- Lojzika Kersnik (r. Tavčar), žena Janka Kersnika
- Maja Kersnik (*1981), igralka badmintona
- Slava (Alojzija) Kersnik (1894–1977), učiteljica, aktivistka in kronistka NOB (najmlajši otrok Janka Kersnika)
- Stane Kersnik-Jelovčan (1914–1997), partizanski poveljnik, Oznovec in UDV-jevec
- Tanja Kersnik Levart, zdravnica pediatrinja